# مرد وارد اتاق می‌شود
مرد وارد اتاق می‌شود (به لتونیایی: Cilvēks, kas ieiet istabā) یک نقاشی سبک کوبیست اثر نقاش لتونیایی نیکلاو استرونکه است.

## بازنمود
این اثر با استفاده از رنگ روغن روی کرباس کشیده شده و دارای اندازه‌های ۹۲ × ۸۶ سانتی‌متر است. این نقاشی هم‌اکنون در موزه ملی هنر لتونی در ریگا قرار دارد.

## بررسی
این نقاشی مردی را نشان می‌دهد که از در وارد اتاق می‌شود، در کنار او میز کوچکی قرار دارد و منبع نوری اتاق نیمه خالی را روشن می‌کند.